# Panorama (singel Nany Mizuki)
Panorama -Panorama- (jap. パノラマ-Panorama-) – dziewiąty singel japońskiej piosenkarki Nany Mizuki, wydany 7 kwietnia 2004. Tytułowy utwór został wykorzystany jako opening w grze Lost Aya Sophia na PS2. Singel osiągnął 14 pozycję w rankingu Oricon, sprzedał się w nakładzie 14 300 egzemplarzy.

## Lista utworów
| Nr | Tytuł                                                               | Słowa          | Kompozycja     | Aranżacja                     | Czas |
| -- | ------------------------------------------------------------------- | -------------- | -------------- | ----------------------------- | ---- |
| 1. | "Panorama -Panorama-" (jap. パノラマ-Panorama-)                     | Nana Mizuki    | Akimitsu Honma | Akimitsu Honma, Tsutomu Ōhira | 4:31 |
| 2. | "cherish"                                                           | Toshirō Yabuki | Toshirō Yabuki | Toshirō Yabuki                | 4:27 |
| 3. | "Heartbeat"                                                         | Nana Mizuki    | Takahiro Iida  | Takahiro Iida, Tsutomu Ōhira  | 4:25 |
| 4. | "Panorama -Panorama-" (jap. パノラマ-Panorama-) (Off Vocal Version) |                | Akimitsu Honma | Akimitsu Honma, Tsutomu Ōhira | 4:33 |
| 5. | "cherish" (Off Vocal Version)                                       |                | Toshirō Yabuki | Toshirō Yabuki                | 4:27 |
| 6. | "Heartbeat" (Off Vocal Version)                                     |                | Takahiro Iida  | Takahiro Iida, Tsutomu Ōhira  | 4:26 |